# Francesc Ferrer
Francisco Ferrer Guardia (Alella, 14 de janeiro de 1859 – Barcelona, 13 de outubro de 1909) foi um pensador anarquista catalão, pedagogista, criador da Escola Moderna (1901), um projeto prático de pedagogia libertária.

## Biografia
Francesc Ferrer i Guàrdia nasceu em Allela (uma pequena localidade perto de Barcelona) em 10 de janeiro de 1859, filho de pais católicos, cedo se tornou anticlerical e juntou-se à loja maçônica Verdad, de Barcelona. Apoiou o pronunciamento militar de 1886, que pretendia proclamar a República, mas diante do fracasso deste, Ferrer teve de exilar-se em Paris. Sobreviveu ensinando espanhol até 1901, e durante este período criou os conceitos educativos que aplicaria em sua Escola Moderna. Isso tudo foi possível com a ajuda da Dama Marcela Carolina.

## Escola Moderna
A Escola Moderna transformou-se em um movimento de caráter internacional de apoio dos trabalhadores à educação antiestatal e anticapitalista.
Segundo Maria Aparecida Macedo Pascal, "Ferrer desenvolveu o método racional, enfatizando as ciências naturais com certa influência positivista, privilegiando a educação integral. Propõe uma metodologia baseada na cooperação e respeito mútuo. Sua escola deveria ser freqüentada por crianças de ambos os sexos para desfrutarem de uma relação de igualdade desde cedo. A concepção burguesa de castigos, repressão, submissão e obediência, deveria ser substituída pela teoria libertária, de formação do novo homem e da nova mulher. Ferrer considerava que o cientificismo não era um saber neutro. Aqueles que tem o poder se esforçam por legitimá-lo através de teses científicas".

## Perseguição e prisão
Devido à intolerância da Igreja, em 1906, Ferrer foi preso sob suspeita de envolvimento no ataque de Mateu Morral, ex-colaborador de curta passagem, como tradutor e bibliotecário da Escola, que perpetrou um atentado frustrado contra o rei Afonso XIII de Espanha, sendo absolvido um ano depois. Entretanto, durante sua estadia na prisão a Escola Moderna foi fechada. No ano seguinte, viajou pela França e Bélgica; neste último país, fundou a Liga Internacional para a Educação Racional da Infância. 

## Execução
Em 13 de outubro de 1909 foi executado na prisão de Montjuïc durante a lei marcial, acusado de ter sido o instigador da revolta conhecida como a Semana Trágica de Barcelona em 1909.

## Legado
Pouco tempo depois de sua execução, numerosos partidários das ideias de Ferrer criaram Escolas Modernas em vários países associadas aos sindicatos, inclusive no Brasil vinculados à Confederação Operária Brasileira - COB. A primeira Escola Moderna do Brasil foi fundada em São Paulo em 1909, e funcionou na Av. Celso Garcia, 262. Em 1913 a Escola Moderna n.º 2 foi fundada, também em São Paulo, pelo anarquista e sindicalista Adelino Tavares de Pinho, e em 15 de junho de 1915, a Universidade Popular de Cultura Racionalista e Científica criada pelo sindicalista e anarquista Florentino de Carvalho. A primeira e mais notável Escola Moderna dos Estados Unidos foi fundada em Nova Iorque, em 1911. Suas ideias libertárias influenciaram a filosofia educacional da Nova Escola de John Dewey e a pedagogia de Paulo Freire, no Brasil, entre outros.
Em 2011 a Câmara Municipal de Lisboa homenageou o pedagogo e político dando o seu nome a uma rua no Alto dos Moinhos.
Logo em 1910, foi atribuído à antiga Rua Sinel de Cordes e actualmente Rua Afonso de Albuquerque, o nome de Rua Francisco Ferrer, na Freguesia de Venteira, Amadora.
Na década de 1910, em Porto Alegre os fundadores da Escola Moderna da Rua Ramiro Barcelos batizaram uma rua nas proximidades com o nome de Francisco Ferrer, como forma de homenagear o pedagogo após sua execução.